# Försvarsbeslutet 1914
Försvarsbeslutet 1914 eller vid den tiden kallat 1914 års härordning var ett försvarsbeslut som fattades av Sveriges riksdag den 12 september 1914.

## Bakgrund
Försvarsbeslutet eller härordningen kom att framarbetas av Hjalmar Hammarskjöld. Detta efter att Karl Staaff blivit tvungen att avgå i samband med Borggårdskrisen. Hjalmar Hammarskjöld tillträdde den 17 februari 1914 som statsminister, och var även Krigsminister fram till och med den 15 augusti 1914. Vid utbrottet av första världskriget var försvarsfrågan fortfarande olöst, men samtliga riksdagspartier var ense om att neutralitet skulle gälla.
När beslutet om Krigsmakten kom, beslutades bland annat:
- Värnpliktstiden ändrades, så att den kom att infalla ett år tidigare, vid 20 års ålder. Den sträckte sig fram till 42 års ålder och omfattade då totalt 23 år.
- Övningstiden för värnpliktiga utökades och omfattade mellan 340 och 365 dagar, medan 485 dagar kom att gälla för reservbefäl.
- Härordningen, det vill säga storleken på armén skulle 1925 omfatta tolv arméfördelningar. Utökningen av krigsmakten skulle ske under en 10-årsperiod, det vill säga mellan 1915 och 1925. Efter 1925 ansåg man att krigsmakten skulle minskas. Från 1914 tillkom en tredje bataljon vid infanteriregementena.
- Flottplanen – var en plan för modernisering av flottans fartyg, vilken skulle ske i fyra femårsetapper fram till år 1934. Övningstiden för värnpliktiga i flottan skulle uppgå till 360 dagar.

Sammanfattningsvis – på grund av tidigare regeringskris kom regeringen Hammarskjöld att ta itu med upprustning av Sveriges försvar. Det vill säga armén och flottan, men först när första världskriget hade börjat. Det svenska flygvapnet vid denna tid befann sig på prov- och försöksstadiet. År 1916 fanns det cirka 30.000 soldater tillgängliga. Upprustningen skulle vara avslutad år 1925.

## Arméns storlek
1:a till och med 6:e arméfördelningarna var så kallade linjefördelningar. 11:e till och med 16:e arméfördelningarna var reservfördelningar och utgjorde kust- och gränsförsvaret.
| Arméfördelningen      | Brigad                | Ingående regementen | Brigad                | Ingående regementen | Fördelningsförband                |
| --------------------- | --------------------- | ------------------- | --------------------- | ------------------- | --------------------------------- |
| I. arméfördelningen   | 1. infanteribrigaden  | I 11 och I 16       | 2. infanteribrigaden  | I 24 och I 25       | A 3, Ing 2 K, K 5, K 6, K 7, T 4. |
| II. arméfördelningen  | 3. infanteribrigaden  | I 4 och I 5         | 4. infanteribrigaden  | I 12 och I 21       | A 6, K 4, T 6.                    |
| III. arméfördelningen | 5. infanteribrigaden  | I 9 och I 15        | 6. infanteribrigaden  | I 6 och I 17        | A 2, A 8, K 3, Ing 2, T 2.        |
| IV. arméfördelningen  | 7. infanteribrigaden  | I 1 och I 2         | 8. infanteribrigaden  | I 3 och I 10        | A 1, A 9, Ing 1, Ing 3, K 1, T 1. |
| V. arméfördelningen   | 9. infanteribrigaden  | I 8 och I 18        | 10. infanteribrigaden | I 13 och I 22       | A 5, K 2, K 5 U, T 5              |
| VI. arméfördelningen  | 11. infanteribrigaden | I 14 och I 23       | 12. infanteribrigaden | I 20 och I 28       | A 4, K 8, T 3.                    |

Utöver arméfördelningarna fanns trupper organiserade i Boden och på Gotland.
- Bodens trupper bestod av I 19, A 8 och Ing 4
- Gotlands trupper bestod av I 27 och A 7

## Övriga förändringar
Åren 1914–1925 kom nedan förändringar att göras inom Armén och Marinen. Från 1914 justerades samtliga ordningsnummer inom Armén. För till exempel Kronobergs regemente innebar det att regementets beteckning justerade från № 11 till den nya beteckningen I 11. Justeringen av beteckningen gjorde för att särskilja regementena från deras eventuella reservregemente. Där huvudregementet till exempel hade beteckningen I 11 och reservregementet hade beteckningen I 111.

### Artilleriet
Artilleriregementena erhöll ny beteckning, till exempel A 1 för Svea artilleriregemente. Varje regemente kom att sätta upp dubbla fältartilleriregemente.

- A 1 – Svea artilleriregemente, Stockholm
- A 2 – Göta artilleriregemente, Göteborg
- A 3 – Wendes artilleriregemente, Kristianstad
- A 4 – Norrlands artilleriregemente, Östersund
- A 5 – Upplands artilleriregemente, Uppsala
- A 6 – Smålands artilleriregemente, Jönköping
- A 7 – Gotlands artillerikår, Visby
- A 8 – Boden-Karlsborgs artilleriregemente, Karlsborg och Boden
- A 9 – Positionsartilleriregementet, Stockholm

### Ingenjörstrupper
- Flygkompaniet bildas genom Fälttelegrafkårens detachement vid Axevalla hed och Malmen.
- Ing 3 det – Fälttelegrafkårens detachement i Boden
- Ing 5 – Norrlands ingenjörkår, Östersund. (Dock aldrig uppsatt)

### Intendenturtrupperna
Ett nytt truppslag bildas med förläggning på fyra orter.

- Int 1 – Intendenturkompaniet i Stockholm
- Int 2 – Intendenturkompaniet i Karlsborg
- Int 3 – Intendenturkompaniet i Boden
- Int 4 – Intendenturkompaniet i Sollefteå

### Kavalleriet
- K 9 – Norrbottens kavallerikår, Boden (kom dock aldrig bli uppsatt).

### Kustartilleriet
Inom organiseras och bildas.
- Hemsö fästning och Luleå kustposition
- Hemsö kustartillerikår